# 골라인 판독 기술

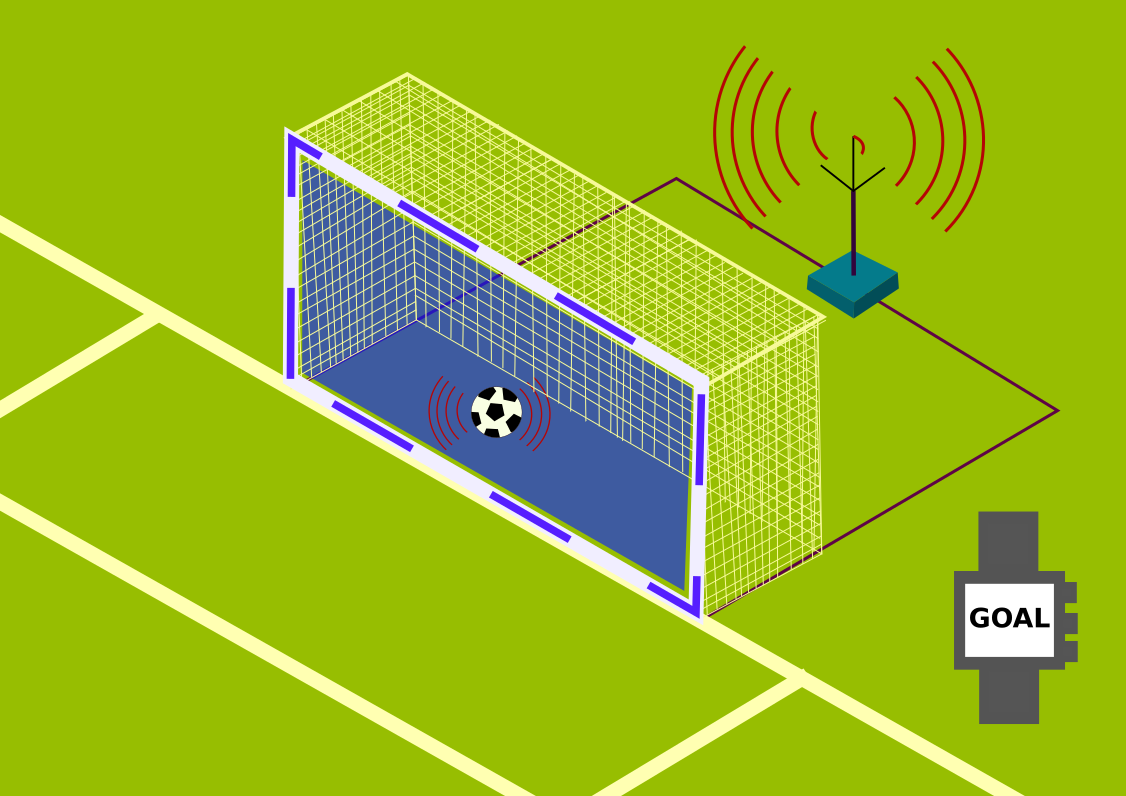

골라인 판독 기술(영어: Goal-line Technology(GLT), Goal Decision System(GDS))은 축구에서 공이 골대에 들어갔나 않았나를 판독하는 기술이다. 기존 테니스, 탁구등 라켓을 이용하는 타 구기종목에서 쓰이는 호크아이를 이용한다. 기존에 심판을 6인으로 늘려도 오심이 나오는 것을 방지하기 위해 2014년 FIFA 월드컵에서 처음 도입되었다.

## 브라질 월드컵에서의 골라인 판독 기술
- E조 1차전 프랑스와 온두라스의 경기에서 카림 벤제마의 슈팅이 후반 2분 골문 왼쪽 앞에서 골대를 맞고 튕겨나오고 바로 온두라스의 노엘 바야다레스 골키퍼가 넘어진 채로 잡으면서 그 과정에서 근소한 차이로 골이 인정되었다.
- D조 2차전 코스타리카와 이탈리아의 경기에서 전반 44분 브라이언 루이스의 헤딩슛이 골문 위쪽 골대를 맞고 골라인 근처로 떨어졌다가 다시 필드 쪽으로 튕겨나왔는데, 판독 결과 골라인을 넘은 것으로 판정되어 골이 인정되었다.

## 같이 보기
- 비디오 어시스턴트 레프리(Video Assistant Referee, VAR)